# Fi Aquilae
Fi Aquilae (φ Aqulilae, förkortat Fi Aql, φ Aql)  är en dubbelstjärna belägen i den nordöstra delen av stjärnbilden Örnen. Den har en skenbar magnitud på 5,28 och är synlig för blotta ögat där ljusföroreningar ej förekommer. Baserat på parallaxmätning inom Hipparcosuppdraget på ca 14,9 mas, beräknas den befinna sig på ett avstånd på ca 219 ljusår (ca 67 parsek) från solen.

## Egenskaper
Primärstjärnan Fi Aquilae A är en blå till vit underjättestjärna av spektralklass A1 IV, vilket anger att den förbrukat förrådet av väte i dess kärna och är på väg att lämna huvudserien. Den har en radie som är ca 1,8-2,5 gånger större än solens och utsänder från dess fotosfär ca 34 gånger mera energi än solen vid en effektiv temperatur av ca 9 500 K.
Fi Aquilae är en enkelsidig spektroskopisk dubbelstjärna med en omloppsperiod på 3,32068 dygn. Följeslagaren kan vara källan till röntgenstrålning som observerats från stjärnan, eftersom stjärnor som liknar primärstjärnan generellt inte genererar mätbara nivåer av röntgenstrålning.